# エスリン・トレワヴァス
エスリン・トレワヴァス（Ethelwynn Trewavas、1900年11月5日 - 1993年8月16日）は、イギリスの魚類学者である。ロンドン自然史博物館でチャールズ・テート・レーガンとともに魚類の分類学研究の分野で働いた。

## 略歴
コーンウォールのペンザンスに生まれた。1921年にレディング大学を卒業し、教員資格を得て、教師として働いた後、キングス・カレッジ・ロンドンの女子学校(家政学、社会学部、King's College of Household and Social Science、後のクィーン・エリザベス・カレッジ)でパートタイムの助手として働き、研究を行った。ロンドン自然史博物館の魚類学者のチャールズ・テート・レーガンと知り合い、助手として雇われ、1935年に博物館の学芸員助手(Assistant Keeper)として採用された。1958年に副学芸員(Deputy Keeper)に昇進し、1961年に学芸員から引退したが
、その後も研究員(senior scientist)として研究を続けた。魚類の分類学の権威として国際的にも評価され、1968年にはロンドン・リンネ協会から女性植物学者のアイリーン・マントンとともにリンネ・メダルを受賞した。1991年にリンネ協会の名誉フェローに選ばれ、1968年にスターリング大学から名誉博士号を贈られた。

## トレワヴァスに献名された動物の種
| - Eustomias trewavasae Norman, 1930 - Glyptothorax trewavasae Hora, 1938 - Trewavasia White & Moy-Thomas 1941 - Petrochromis trewavasae Poll, 1948 - Symphurus trewavasae Chabanaud, 1948 - Garra trewavasai Monod, 1950 - Labeotropheus trewavasae Fryer, 1956 - Garra ethelwynnae Menon, 1958 - Neolebias trewavasae Poll & Gosse, 1963 - Atrobucca trewavasae Talwar & Sathirajan, 1975 - Protosciaena trewavasae (Chao & Miller, 1975) | - Linophryne trewavasae Bertelsen, 1978 - Gobiocichla ethelwynnae Roberts, 1982 - Phenacostethus trewavasae Parenti, 1986 - Aulonocara ethelwynnae Meyer, Riehl & Zetzsche, 1987 - Tylochromis trewavasae Stiassny, 1989 - Triplophysa trewavasae Mirza & Ahmad, 1990 - Johnius trewavasae Sasaki, 1992 - Rhynchoconger trewavasae Ben-Tuvia, 1993 - Copadichromis trewavasae Konings, 1999 - Etia Schlie |

## 著作
- 1983: Tilapiine Fishes of the Genera "Sarotherodon", "Oreochromis" and "Danakilia" . 583 pages. London: British Museum (Natural History) ISBN 0-565-00878-1